# Takehiro Honda
Takehiro Honda (japanisch 本田 竹広, Honda Takehiro; * 21. August 1945 in Iwata, Präfektur Shizuoka; † 12. Januar 2006) war ein japanischer Jazzpianist und Keyboarder.

## Leben und Wirken
Honda erhielt bereits mit fünf Jahren Klavierunterricht. Dann studierte er am Kunitachi College of Music; in dieser Zeit spielte er in einem Quartett, das Kazunori Takeda leitete. 1969/70 nahm er für das japanische Label Trio erstmals unter eigenem Namen auf; 1973 trat er mit Sadao Watanabe auf. Anschließend gründete er mit Kohsuke Mine die Fusionband Native Son, mit der er ab 1979 mehrere Alben aufnahm und auf internationale Tourneen ging. Des Weiteren arbeitete er mit Hiroshi Murakami, Hiroshi Fukumura, Motohiko Hino, Shigeharu Mukai, Toshiyuki Honda und Steve Grossman, in New York  mit Ron Carter und Tony Williams (Another Departure, 1977) sowie mit Eddie Gomez und Eliot Zigmund.  Im Bereich des Jazz war er zwischen 1969 und 1992 an 48 Aufnahmesessions beteiligt. Sein Sohn ist der Jazzmusiker Tamaya Honda, der seit 1985 auch zu Native Son gehörte.

## Diskographische Hinweise
- Jodo (Trio, 1970), mit Reggie Workman, Motohiko Hino
- Flying to the Sky (Trio, 1971), mit Gerd Dudek, Günter Lenz, Motohiko Hino
- This Is Honda (Trio, 1972), mit Yoshio „Chin“ Suzuki, Fumio Watanabe
- Salaam Salaam (East Wind, 1974), mit Juni Booth, Eric Gravatt
- It's Great Outside (Flying Disc, 1978), mit Cornell Dupree, Yoshiaki Masuo, Anthony Jackson, Steve Jordan, Ray Mantilla
- My Funny Valentine (CBS/SONY, 1985), mit Nobuyoshi Ino, Takeo Moriyama
- Back On My Fingers (Fun House, 1990), mit Yoshio „Chin“ Suzuki, Motohiko Hino
- Ease (Fun House, 1992), mit Shigeharu Mukai, Kohsuke Mine, Takao Uematsu, Tsutomu Okada, Hiroshi Murakami

## Lexikalischer Eintrag
- Kazunori Sugiyama: Takehiro Honda. The New Grove Dictionary of Jazz.